# Mistérios (livro)
Mistérios é uma coletânea de dezenove contos fantásticos antigos e atuais de Lygia Fagundes Telles, publicada em 1981, que apresenta alguns dos melhores contos da escritora, reunidos sob o signo do sobrenatural e da magia. O livro apresenta histórias tensas, por vezes sufocantes, cruéis e até irônicas.